# Ivan Aloisio
Ivan Aloisio (Genova, 26 dicembre 1912 – ...) è stato un rugbista a 15 italiano, di ruolo terza linea.
Esordisce nel GUF Genova dove disputa due campionati, prima di passare all'Amatori Milano, con cui vince 4 titoli.
In nazionale esordisce il 12 febbraio 1933 nella vittoria ottenuta contro la Cecoslovacchia. Raccoglie in tutto sette presenze, arricchite da due trasformazioni (una il 14 aprile 1934, l'altra il 24 marzo 1935 sempre contro la Catalogna) ed una meta contro la Romania il 16 maggio 1936

## Palmarès
- Campionati italiani: 4
Amatori Milano: 1935-1936, 1937-1938, 1939-1940, 1940-1941